# Карл Еспен
Карл Е́спен Турбйо́рнсен (норв. Carl Espen Thorbjørnsen; нар. 15 липня 1982 року, Валестранфоссен, Норвегія) — норвезький співак. Представляв Норвегію на пісенному конкурсі Євробачення 2014 у Копенгагені, Данія, з піснею «Silent Storm». У фіналі співак посів восьме місце.